# Alicia Svigals

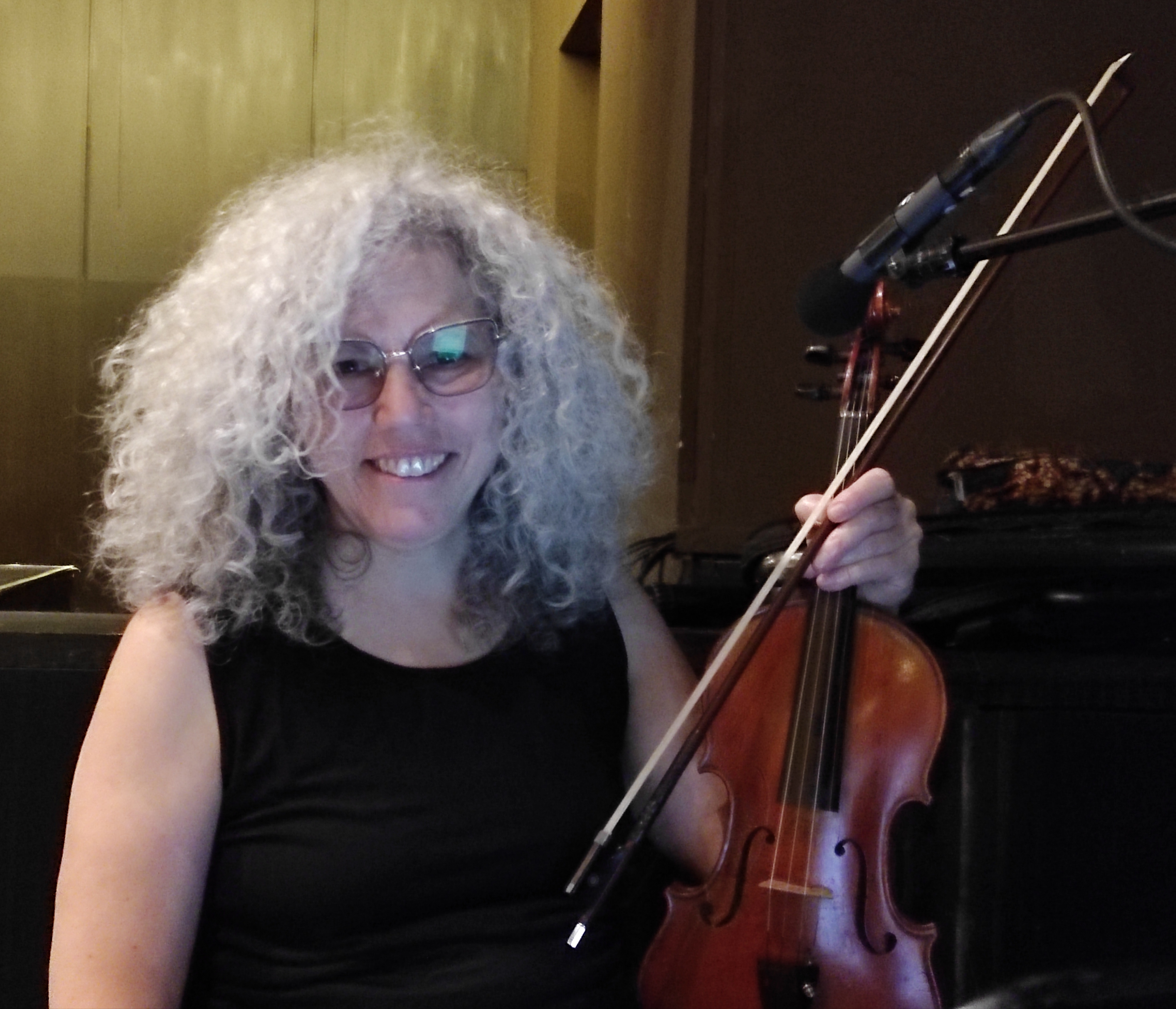
Alicia Svigals, 2023

Alicia Svigals (* 8. Januar 1963 in der Bronx, New York City) ist eine US-amerikanische Geigerin und Komponistin. Sie gilt als weltweit führende Klezmer-Geigerin.

## Leben und musikalische Karriere
Alicia Svigals absolvierte ein Studium der Musikethnologie an der Brown University. In den letzten zwei Jahrzehnten hat Svigals selbst Hunderte von Studenten auf der ganzen Welt in Klezmermusik unterrichtet, einschließlich der Geiger Steven Greenman und Itzhak Perlman.
Mit ihrer 1997 veröffentlichten CD Fidl gelang es Svigals, die fast untergegangene Tradition des Fiddlespiels in der Klezmermusik wiederzubeleben. Sie wirkte an Eve Enslers Vagina Monologues im Madison Square Garden (mit Phoebe Snow, Glenn Close, Whoopi Goldberg, Susan Sarandon und Brooke Shields) mit, trat beim Festival Fiddle Tunes in Port Townsend und beim Winnipeg Folk Festival auf und unternahm Konzerttourneen mit ihrem Schüler Itzhak Perlman, der viele ihrer Kompositionen auf CD aufnahm.
Erfolgreich war sie mit der – von ihr mit gegründeten und bis 2001 geleiteten – mit einem Grammy ausgezeichneten Band The Klezmatics, die jiddische Musiktradition mit postmoderner Musikästhetik verband. Siebzehn Jahre lang tourte sie mit der Band, die in zahlreichen Rundfunk- und Fernsehsendungen auftrat, in Theater-, Tanz und Filmproduktionen wie Tony Kushners A Dybbuk und It’s an Undoing World und Judith Helfands Dokumentation A Healthy Baby Girl mitwirkte und Musik für den Lyriker Allen Ginsberg und die israelische Sängerin Chava Alberstein schuf. Das Multimediastück The Third Seder von Tony Kushner und den Klezmatics wurde im La MaMa Experimental Theatre Club und im Jewish Museum von New York gezeigt. Die zwei Alben, die Svigals mit den Klezmatics und Perlman bei EMI aufnahm, gelten als die erfolgreichsten Folkalben aller Zeiten. Sie ist auf Herb Alperts 2008er Aufnahme des jiddischen Theaterstücks Belz zu hören, das von Marvin Hamlisch arrangiert wurde. Zu Aufnahmen von chassidischen Künstlern wie Avraham Fried und Lipa Schmeltzer trug sie bei.
In jüngerer Zeit komponierte Svigals u. a. für das Debütalbum Bible Belt der Singer-Songwriterin Diane Birch und wirkte an Gary Lucas’ und Najma Akhtars Produktion Rishten mit. Sie trat in Stadionshows mit Robert Plant und Jimmy Page von Led Zeppelin auf, spielte Aufnahmen für John Cales Album Last Day On Earth und Whatever an Evar Amen von Ben Folds Five ein, improvisierte mit Marc Ribot und John Zorn, schrieb den Soundtrack für Judith Helfands Dokumentation The Uprising of 1934 (mit Peggy Seeger) und komponierte für die Choreographin Risa Jaroslow und den Schriftsteller Thane Rosenbaum. 2018 spielte sie mit dem Jazzpianisten Uli Geissendoerfer das Album Beregovski Suite ein.
Svigals hat auch eine Hochzeits- und Bar-Mizwa-Band, die jedes Musikgenre spielt, mit Sitz in New York und Boston.

## Auszeichnungen
Für ihre Musik zu dem Stummfilm The Yellow Ticket der 1918 verstorbenen Schauspielerin Pola Negri wurde Svigals 2013 mit dem New Jewish Culture Network Grant der Foundation for Jewish Culture ausgezeichnet. Im Jahr 2014 war sie NEA-MacDowell-Fellow in Komposition und Stipendiatin bei LABA, einem Labor für jüdische Kultur.